# Vorbereitender Verfassungsausschuss (Groß-Hessen)
Der Vorbereitende Verfassungsausschuss (Groß-Hessen) war eine von Ministerpräsident Karl Geiler auf Geheiß der US-Militärregierung eingesetzte Expertenkommission, die von März bis Juni 1946 einen Verfassungsentwurf für das Land Hessen ausarbeitete, der dann die Grundlage für die Diskussionen der Verfassungberatenden Landesversammlung (Groß-Hessen) bildete.

## Entstehung und Zusammensetzung
Nachdem der stellvertretende Militärgouverneur der US-Militärregierung, General Lucius D. Clay, in der an die Länder der amerikanischen Besatzungszone gerichteten Direktive Elections in the U.S. Zone vom 4. Februar 1946 einen Zeitplan zur Konstituierung der Länder der amerikanischen Besatzungszone vorgelegt hatte, wurde die darin geforderte kleine vorbereitende Verfassungskommission in Hessen von Ministerpräsident Karl Geiler unter der Bezeichnung „Vorbereitender Landesausschuß“ eingesetzt. In der Praxis wurde dieser Ausschuss jedoch durchgängig als Vorbereitender Verfassungsausschuss bezeichnet. Entsprechend den Weisungen der Militärregierung wurde der Ausschuss nicht streng nach Parteienproporz, sondern primär nach dem Gesichtspunkt der Expertise besetzt. Zu seinen Mitgliedern zählten neben Ministerpräsident Geiler als Vorsitzendem die Minister Werner Hilpert (CDU), als stellvertretender Vorsitzender, Hans Venedey und Georg August Zinn (beide SPD), Staatssekretär Hugo Swart, die Regierungspräsidenten Ludwig Bergsträsser und Fritz Hoch (beide SPD), der Frankfurter Oberbürgermeister Kurt Blaum (CDU), die Professoren Walter Jellinek, Staatsrechtler aus Heidelberg, und Otto Vossler, Historiker aus Frankfurt, sowie Politiker wie der spätere Bundesaußenminister Heinrich von Brentano (CDU), Leo Bauer (KPD) und später auch Georg Weinhausen (LDP). Der Vorbereitende Verfassungsausschuss, der seine Arbeit am 12. März 1946 aufnahm, ist nicht mit dem als eine Art Vorparlament agierenden Beratender Landesausschuss (Groß-Hessen) zu verwechseln, dem jeweils zwölf Teilnehmer der vier in Hessen zugelassenen Parteien angehörten und der vom 26. Februar bis 14. Juli 1946 tagte.

## Arbeiten
Der Vorbereitende Verfassungsausschuss arbeitete entsprechend den Direktiven der US-Militärregierung ab der ersten Ausschusssitzung am 12. März 1946 zunächst das „Wahlgesetz für die verfassungberatende Groß-Hessische Landesversammlung“ aus, das am 5. Mai 1946 von der amerikanischen Militärregierung gebilligt, am 16. Mai 1946 vom Groß-Hessischen Staatsministerium verabschiedet und am 5. Juni 1946 im Gesetz- und Verordnungsblatt für Groß-Hessen verkündet wurde.
Ab der Sitzung vom 21. März 1946 befasste sich der Ausschuss dann auch mit seiner eigentlichen Aufgabe, der Ausarbeitung eines ersten Verfassungsentwurfs. Wichtigste Quelle desselben war ein Entwurf des Heidelberger Staatsrechtslehrers Walter Jellinek, den dieser ab dem 13. Mai 1946 nach und nach dem Ausschuss vorlegte. Der Verfassungsentwurf des Vorbereitenden Verfassungsausschusses wurde schließlich nach dritter Lesung am 18. Juni 1946 vorgelegt. Damit fanden dann auch die Sitzungen des Vorbereitenden Verfassungsausschusses ein Ende.